# Kilmartin Sculptured Stones
De Kilmartin Sculptured Stones vormen een verzameling grafstenen en kruisen uit de vroege middeleeuwen, bewaard in en op de begraafplaats van de parochiekerk van Kilmartin in Kilmartin Glen in de Schotse regio Argyll and Bute.

## Beschrijving

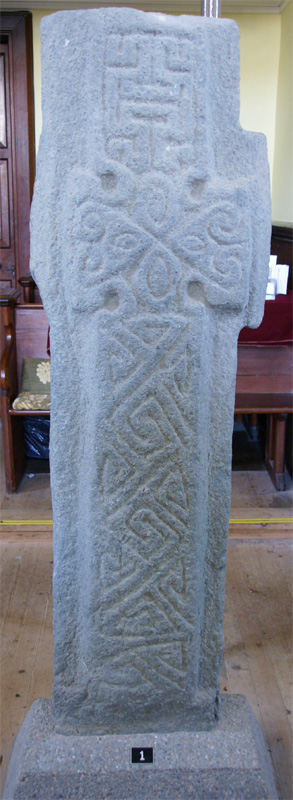
Kruis no. 1 met enkel versieringen

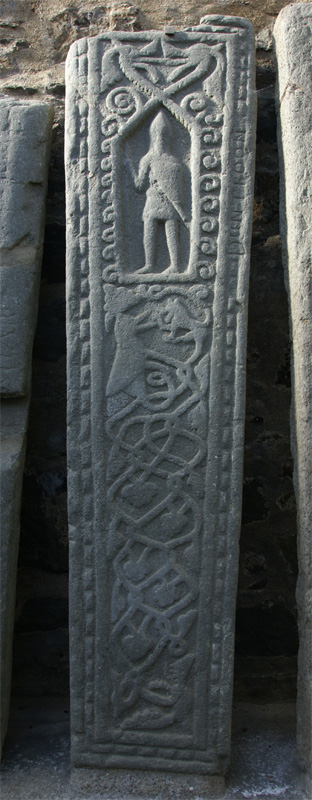
Een grafsteen met ridder (in het mausoleum)

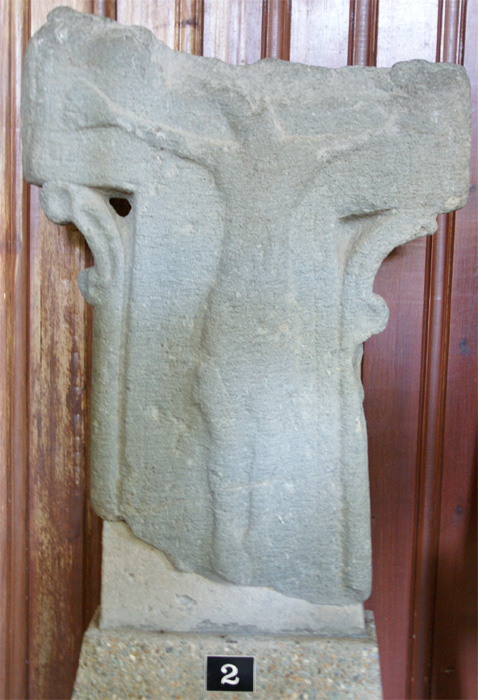
Kruis no. 2, voorzijde met kruisiging

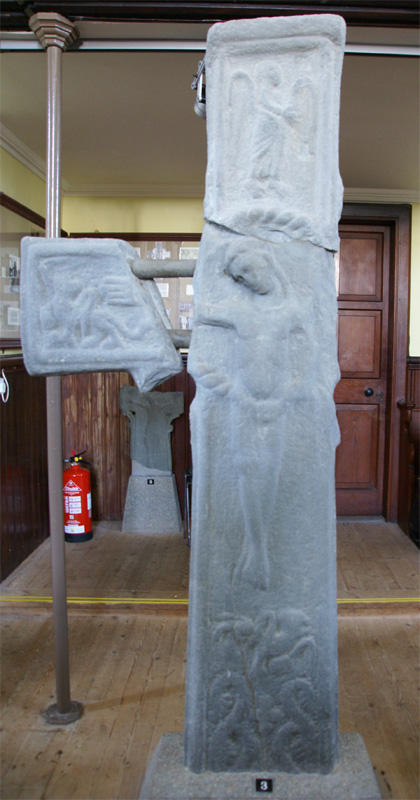
Kruis no. 3, voorzijde met kruisiging met erboven een engel

### In de kerk
In de parochiekerk van Kilmartin bevinden zich een drietal vroeg-christelijke kruisen. 
Kruis nr 1 stamt vermoedelijk uit de achtste eeuw. Waarschijnlijk niet al te lang nadat het kruis was gemaakt, brak de rechterarm af. Op wat oorspronkelijk de achterkant was, werd een nieuwe versiering aangebracht om een evenwichtig geheel te krijgen.
Van kruis nr 2 is slechts een fragment over, maar is bijzonder door de ondersteunende boogjes die zijn uitgehakt onder beide zijarmen. Een soortgelijke methode is te vinden in Kilfinian. De gekruisigde figuur doet ietwat grof aan. Het kruis is vermoedelijk vijftiende-eeuws en gemaakt door een aantal steenbewerkers afkomstig van Loch Awe.
Kruis nr 3 is gemaakt in de vroege zestiende eeuw. Enkel de lange zijde van het kruis, het bovenste stuk en de linkerarm zijn overgebleven. Aan de voorzijde is de kruisiging afgebeeld met een engel erboven en dierenfiguren in de arm en stam. Op de achterzijde is Christus afgebeeld gezeten op Zijn troon. Wellicht had de steenbewerker een Romeins voorbeeld.

### In het mausoleum
In een voormalig mausoleum op de begraafplaats rond de kerk bevinden zich meer dan twee dozijn grafstenen uit het West Highland gebied. Ze zijn chronologisch geplaatst en dateren van circa 1300 tot 1712. De meeste stenen worden geacht het werk te zijn van steenbewerkers afkomstig van Loch Awe. De vroegere stenen (tot de vroege veertiende eeuw) waren het werk van Ierse steenbewerkers gevestigd op Iona. De grafstenen tonen al dan niet bewapende mannen met motieven als zwaarden, groteske dieren en scharen.
De grafstenen zijn afkomstig van de begraafplaats zelf en in 1956 geplaatst in het mausoleum dat van een dak is voorzien om ze tegen verdere erosie te beschermen. Het zij opgemerkt dat op de begraafplaats nog grafstenen uit de vroege middeleeuwen zijn te vinden.

### Op de begraafplaats
Op het Poltalloch Estate werden zeven grafstenen gevonden die zijn gemaakt door steenbewerkers uit de late veertiende eeuw en vroege vijftiende eeuw afkomstig van het gebied rond Loch Awe. 

## Beheer
De Kilmartin Sculptured Stones worden beheerd door Historic Environment Scotland, net als de nabijgelegen Glebe Cairn.
Meer grafstenen zijn onder meer te bezichtigen in Kilmory Knap Chapel, Keills Chapel, Iona Abbey, Ardchattan Priory en Skipness Chapel.